# Krzyżkowice (Pszów)
Krzyżkowice (niem. Krzischkowitz) – dzielnica Pszowa.
Dawniej siedziba gminy Krzyżkowice. 13 października 1954 stały się integralną częścią Pszowa w związku z nadaniem gromadzie Pszów statusu miasta.
W latach 1975-1994 Krzyżkowice były dzielnicą Wodzisławia Śląskiego.

## Położenie i opis
Jest to północno-zachodnia dzielnica miasta Pszów, przy drodze wojewódzkiej nr 933. Dzielnica ta ma charakter mieszkaniowy z zabudową jednorodzinną. W Krzyżkowicach znajduje się Kościół pw. Najświętszego Serca Pana Jezusa, Szkoła Podstawowa nr 3, Publiczne Przedszkole nr 4, filia Biblioteki Miejskiej (budynki przy ulicy Armii Krajowej), przy ulicy Oskara Kolberga jest Ochotnicza Straż Pożarna w Krzyżkowicach oraz boisko, na którym swoje mecze rozgrywa LKS „Naprzód 37” Krzyżkowice. Przy ulicy Dworskiej znajdują się zabudowania dworu z I połowy XIX wieku.
Dzielnica sąsiaduje z: gminą Kornowac, gminą Lubomią, Kalwarią Pszowską, Rydułtowami i Pszowskimi Dołami.

## Historia
Krzyżkowice wzmiankowane po raz pierwszy są na przełomie XIII i XIV w. jako wieś położona w pobliżu Żor i Wodzisławia. W okresie średniowiecza i później silne były związki Krzyżkowic z pobliskim Pszowem i Wodzisławiem a także ziemią wodzisławską.
W latach 1975-1994 były dzielnicą Wodzisławia Śląskiego, a następnie Pszowa.

### Nazwa
Według niemieckiego językoznawcy Heinricha Adamy’ego nazwa miejscowości pochodzi od polskiego słowa - "krzyż". W swoim dziele o nazwach miejscowych na Śląsku wydanym w 1888 r. we Wrocławiu jako starszą od niemieckiej wymienia on nazwę w obecnej polskiej formie "Krzyzkowice" podając jej znaczenie "Kreuzenort" czyli po polsku "Krzyżowa miejscowość". Niemcy zgermanizowali nazwę na Krzischkowitz w wyniku czego utraciła ona swoje pierwotne znaczenie.

## Znani ludzie urodzeni w Krzyżkowicach
- Franciszek Chrószcz - górnik, weteran trzech wojen pruskich, nazywany Śląskim Drzymałą[5].